# 費斯維爾 (喬治亞州)
費斯維爾（英語：Faceville）是位於美國喬治亞州第開特縣的一個非建制地區。該地的面積和人口皆未知。

## 地理
費斯維爾的座標為30°45′12″N 84°38′24″W / 30.75333°N 84.64000°W，而該地的平均海拔高度為93米（即305英尺）。